# خاطرات هونکوکوکوشی
خاطرات هونکوکوکوشی (به ژاپنی: 本光国師日記)؛ یک کتاب در ارتباط با توکوگاوا ایه‌یاسو است که توسط ایشین سودن نوشته شده است. این کتاب وقایع ۱۶۳۳–۱۶۱۰ را در بر می‌گیرد و ۴۷ جلد دارد. از آنجاییکه ایشین سودن خود یکی از مقامات عالی رتبه در شوگونسالاری توکوگاوا بود خاطرات او حاوی مطالب مهمی در مورد اقدامات دولت در ارتباط با معابد و بارگاه امپراتوری در این دوره است.
در حال حاضر در معبد کونچی نگهداری می‌شود و یکی از اموال فرهنگی مهم در ژاپن است.